# Concepción (Intibucá)
Concepción è un comune dell'Honduras facente parte del dipartimento di Intibucá.
Il comune venne istituito nel 1759, originariamente con la denominazione "Guarajambala".